# セラフィールド (企業)
セラフィールド（英語: Sellafield Ltd）はイギリスの原子炉廃炉の施設許可会社（Site Licence Company、SLC）。2004年エネルギー法の下での原子力遺構への対処のために特別に設置された原子力廃止措置機関（NDA）の契約下で運営されており、NDAから母体組織（Parent Body Organisation）に指定されたニュークリア・マネジメント・パートナーズLtdが運営している。
セラフィールド社の主な狙いはNDAを代表してのセラフィールド施設の廃止措置の運営である。同社は13000人の労働者を雇用しており、施設の廃止措置を加速させ、計画を完了することを焦点にしている。また、電力運営、燃料生産と再処理、国際的な廃止措置、国際輸送などにも関与している。

## 歴史
2005年、英国核燃料会社（BNFL）はネクシア・ソリューションズとウェスチングハウス・エレクトリック・カンパニーを例外として、すべての事業を一会社に統合する再編を行い、これによって子会社の英国原子力グループ（British Nuclear Group、BNG）が形成された。2006年当初のBNFLの意図は、一事業に統合したBNGの一括売却であったが、後に利益を最大化するためにBNGを分割して各資産を個別に売却することとなった。BNGが保有していたアメリカ子会社BNGアメリカ、BNGのマグノックス炉事業である原子炉施設運営会社、コンサルティング事業のBNGプロジェクト・サービス、保有していた核兵器機関運営企業AWEマネジメントLtdの3分の1の株式などはすべて売却された。これによってBNGにはセラフィールドでの施設廃止措置を担当する事業が残り、BNGはセラフィールド社に改名し、所有権は原子力廃止措置機関（NDA）に渡されることとなった。
2008年NDAはアメリカのURS、イギリスのAMEC、フランスのアレヴァのコンソーシアムであるニュークリア・マネジメント・パートナーズLtdとセラフィールド社の運営を契約した。最初の契約は5年間で、17年の延長オプション付であった。
2018年には新プルトニウム再処理施設に対し地元住民から反対運動が起きた。

日本との関係は東海原子力発電所建設時の指導などから始まっており、2011年の福島第一原子力発電所事故ではサポートもしている。また日本から学識者等の視察も受け入れいている。